# Філіпп (син Махата)
Філіп (дав.-гр. Φιλιππoς) — македонський воєначальник, сатрап частини Індії, убитий в 326 році до н. е.

## Біографія
Філіп, син Махата, мабуть, був з роду князів Елімеї, області в гірській Македонії. Філіп був братом Гарпала, скарбника та друга юності Александра Македонського.
Вперше ім'я Філіпа як командира підрозділу, підпорядкованого Птолемею, згадується при описі компанії проти аспасіїв в 327 до н. е. під час індійського походу Александра.
326 року до н. е. Александр зробив Філіпа начальником новоствореної сатрапії, розташованої між річками Інд та Гідасп зі столицею у місті Таксила на території сучасного Пакістану. Після загибелі від рук повстанців Ніканора, правителя сусідньої Гандхари, Філіп брав участь у придушенні цього заколоту разом із Тірієспом, сатрапом Паропамісад. Територія Гандхари також була передана під керування Філіпа. Згодом під його начало після підкорення племен малів та оксидраків потрапили й ці землі.
Цар залишив Філіппу контингенти фракійців та найманців. Філіппу було доручено будівництво Александрії-на-Інді біля злиття Інду та Акесіна.
Невдовзі після відходу Александра з Індії Філіппа було вбито внаслідок змови його підлеглих. Управляти сатрапією Філіпа цар доручив раджі Таксилу та полководцю Евдаму.